# 西尤宁 (俄亥俄州)
西尤宁（West Union）位于美国俄亥俄州南部，是亚当斯县的县治所在，面积6.7平方公里。根据美国人口调查局2000年统计，共有2,903人，其中白人占98.11%。